# Tenexco, Ilamatlán
Tenexco är en ort i Mexiko.   Den ligger i kommunen Ilamatlán och delstaten Veracruz, i den sydöstra delen av landet, 160 km norr om huvudstaden Mexico City. Tenexco ligger 623 meter över havet och antalet invånare är 160.
Terrängen runt Tenexco är kuperad åt nordost, men åt sydväst är den bergig. Tenexco ligger nere i en dal. Runt Tenexco är det ganska tätbefolkat, med 58 invånare per kvadratkilometer. Närmaste större samhälle är Xochiatipan de Castillo, 18,5 km nordost om Tenexco. I omgivningarna runt Tenexco växer i huvudsak städsegrön lövskog.